# Eugène Protot
Eugène Protot (Carisey, 27 gennaio 1839 – Parigi, 17 febbraio 1921) è stato un politico francese.
Fu un protagonista della Comune di Parigi.

## Biografia
Figlio di contadini poveri, lavorò per mantenersi agli studi di diritto iniziati a Parigi nel 1864. Blanquista, scrisse per la Rive gauche e il Candide e nel 1866 partecipò al congresso di Ginevra della I Internazionale per inscenare con i suoi compagni una rumorosa manifestazione, pur contro il parere di Blanqui.
Il rapporto con l'Internazionale venne dibattuto nel circolo blanquista e durante una di queste riunioni, il 9 novembre 1866 Protot fu arrestato e condannato a 15 mesi di carcere. Divenuto avvocato, nel febbraio 1870 difese in un celebre processo l'operaio Edmond Mégy, ciò che gli procurò l'arresto. Rilasciato per le proteste degli avvocati di Parigi, fu nuovamente arrestato il 30 maggio per «complotto contro la vita dell'Imperatore».
Durante l'assedio di Parigi fu a capo di un battaglione della Guardia nazionale e difese i partecipanti dell'insurrezione del 31 ottobre 1870 contro il governo. Instaurata la Comune, il 26 marzo 1871 fu eletto al Consiglio e sedette alla Commissione Giustizia, propugnando una giustizia gratuita e resa da giudici eletti.
Durante la Settimana di sangue combatté sulle barricate e fu ferito. Riuscì a nascondersi e in ottobre a fuggire a Losanna. Condannato a morte in contumacia, tornò a Parigi con l'amnistia del 1880, senza però essere reintegrato nell'Ordine forense.
Si candidò alle elezioni del 1889 ma non venne eletto. Visse poveramente e, da un punto di vista di nazionalismo repubblicano, prese posizioni decisamente anti-socialiste e anti-marxiste in particolare, giudicando la socialdemocrazia tedesca «un complotto per la rovina della Francia», e pronunciandosi contro la giornata di lavoro di otto ore – «una rovina per l'industria» - e la festa del Primo maggio.

## Scritti
- Les Manifestes de la Commune révolutionnaire contre le Premier mai, Paris, A. Hue, 1895